# Investicijsko-razvojna banka Republike Srpske
Investicijsko-razvojna banka Republike Srpske (srp. Инвестиционо-развојна банка Републике Српске/Investiciono-razvojna banka Republike Srpske kratica: IRBRS) osnovana je 6. prosinca 2006. godine, u skladu sa Zakonom o Investicijsko-razvojnoj banci Republike Srpske. Registrirana je kao dioničko društvo, u kojem 100% vlasništvo ima Republika Srpska. Sjedište IRBRS je u Banjoj Luci. 
Uloga IRBRS je upravljanje fondovima Republike Srpske radi očuvanja i uvećanja vrijednosti njihovih portfelja. Također, IRBRS je zadužena za realizaciju jednog dijela Razvojnog programa Republike Srpske, točnije njegove Gospodarstveno-razvojne komponente, radu pružanja financijske potpore razvojnim projektima u Republici Srpskoj. Pored toga, IRBRS vrši i ulogu ovlaštenog prodavatelja državnog kapitala u Republici Srpskoj, odnosno provodi proces privatizacije.

## Ciljevi
Strateški ciljevi IRBRS su poticanje investicija i stimuliranje razvitka u Republici Srpskoj, pri čemu su identificirani sljedeći prioriteti:
1. unaprjeđenje poljodjelske proizvodnje
2. podrška malom i srednjem poduzetništvu
3. stambeno-poslovna izgradnja
4. izgradnja infrastrukturnih objekata u Republici Srpskoj
5. povećanje zaposlenosti
6. potpora proizvodnji za smanjenje vanjskotrgovinskog deficita
7. ravnomjeran regionalni razvitak
8. unaprjeđenje korporativnog upravljanja i tržišta kapitala
9. efikasni proces sprovođenja privatizacije i restrukturiranje poduzeća u kontekstu privatizacije
10. potpora ulaganjima
11. zaštita okoliša
12. potpora financijskom odjeljku

## Fondovi kojima upravlja IRBRS
IRBRS upravlja imovinom Republike Srpske raspoređenom u šest fondova:
- fond za razvitak i zapošljavanje Republike Srpske (skraćeno: FRZRS)
- fond za razvitak istočnog dijela Republike Srpske (skraćeno: FRIRS)
- fond stanovanja Republike Srpske (skraćeno: FSRS)
- dionički fond Republike Srpske (skraćeno: AFRS)
- fond za restituciju Republike Srpske (skraćeno: FRRS)
- fond za upravljanje nekretninama i potraživanjima u vlasništvu Republike Srpske (skraćeno: FUNPRS)

## Kreditne linije IRBRS
IRBRS plasira sredstva u razvojne projekte kroz različite kreditne linije:
1. krediti za početne poslovne aktivnosti
2. krediti za mikrobiznis u poljoprivredi
3. krediti za poljodjelstvo
4. krediti za poduzetnike i poduzeća
5. stambeni krediti
6. krediti za jedinice lokalne samouprave

| Broj i vrijednost plasiranih kredita IRBRS po godinama | Broj i vrijednost plasiranih kredita IRBRS po godinama | Broj i vrijednost plasiranih kredita IRBRS po godinama |
| Godina                                                 | Broj kredita                                           | Vrijednost kredita (u BAM)                             |
| ------------------------------------------------------ | ------------------------------------------------------ | ------------------------------------------------------ |
| 2008                                                   | 1.364                                                  | 185.189.806,67                                         |
| 2009                                                   | 1.386                                                  | 239.031.370,94                                         |
| 2010                                                   | 1.458                                                  | 163.263.413,97                                         |
| 2011                                                   | 1.125                                                  | 139.663.082,69                                         |
| 2012                                                   | 965                                                    | 237.792.262,46                                         |

## Potpora izdanjima vrijednosnih papira
Pored kreditiranja, IRBRS financijski podupire razvojne projekte te putem ulaganja u dionice i obveznice izdavatelja iz Republike Srpske. Na taj način potiču se pravne subjekte pribavljati sredstva za financiranje svojih projekata putem izdavanja vrijednosnih papira, umjesto putem kreditnog zaduživanja. Na primarnom tržištu, IRBRS kupuje HOV iz izdanja javnom i privatnom ponudom, osim ako se time stječe obveza preuzimanja. Također, IRBRS sudjeluje u kupovini dionica iz drugih i narednih emisija.

## Privatizacija
Izmjenama zakonske regulative iz područja privatizacije, tijekom 2006. godine, preostali državni kapital u poduzećima uvršten je u portfelj Dioničkog fonda Republike Srpske. Upravljanje ovim fondom povjereno je Investicijsko-razvojnoj banci Republike Srpske, koja je od 20. lipnja 2007. godine preuzela i ulogu ovlaštenog prodavača državnog kapitala u poduzećima, od ondašnje Direkcije za privatizaciju Republike Srpske.

## Korporativno upravljanje
Aktivnosti korporativnog upravljanja koje sprovodi IRBRS imaju za cilj zaštititi interese Dioničkog fonda Republike Srpske i Fonda za restituciju Republike Srpske u društvima kapitala u kojima ovi fondovi imaju vlasnički udjel. Korporativno upravljanje vrši se posredstvom ovlaštenih predstavnika u društvima kapitala, koje imenuje Vlada Republike Srpske i koji aktivno sudjeluju u radu dioničarskih skupština. Svim imenovanim predstavnicima IRBRS šalje preporuke za glasovanje na sjednicama dioničarskih skupština, čime se osigurava zaštita interesa Republike Srpske u društvima kapitala. Nakon održane diničarske skupštine, predstavnici su obvezni dostaviti izvješće o postupanju, kojim obavještavaju IRBRS o tome jesu li su glasovali sukladno dostavljenim preporukama, odnosno navode razloge zbog kojih su možebitno odstupili od preporuka IRBRS.

Pored navedenog, IRBRS redovno nadzire poslovne aktivnosti društava kapitala radi kontrole rada njihovih organa upravljanja, kao i praćenja primjene pozitivnih zakonskih propisa i standarda korporativnog upravljanja. Posebni naglasak stavlja se na zaštitu interesa malih dioničara i potenciranje njihovog aktivnog sudjelovanja u radu dioničarskih skupština.

## Potpora inozemnim ulagačima
IRBRS promoviše potencijale Republike Srpske i pruža određene vrste usluga inozemnim ulagačima u realizaciji njihovih projekata:
- redovne informacije o poslovnom i regulatornom okruženju, ekonomskim trendovima i pokazateljima, vladinim politikama prema izr. inozemnim ulaganjima, priljevima i trendovima izr. inozemnim ulaganjima, investicijskim potencijalima i mogućnostima, raspoloživosti izvora financiranja itd.
- pronalaženje atraktivnih projekata/partnera i posredovanje (privatna poduzeća – zajednička ulaganja, općinski projekti, aktualne privatizacije, prodaja imovine poduzeća u stečaju)
- izbor najpovoljnijih lokacija za ulaganje
- ostvarivanje kontakata s nadležnim institucijama
- poslovno savjetovanje (financiranje, tržište kapitala, korporativno upravljanje)
- financijska potpora investicijskom/poslovnom projektu u njegovom daljnjem razvitku (kreditne linije, otkup dionica i obveznica)

## Međunarodna suradnja
Siječnja 2012. godine IRBRS je postala članicom Europskog udruženja javnih banaka (EAPB). Budući da Bosna i Hercegovina još uvijek nije članica EU niti zemlja kandidat, IRBRS trenutno ima status pridruženog člana. Ako BiH dobije status zemlje kandidata za ulazak u EU, IRBRS će automatski postati punopravnom članicom EAPB. Članstvo u EAPB pruža mogućnost IRBRS uspostaviti nove i učvršćivanje postojeće suradnje sa srodnim javnim razvojnim institucijama europskih zemalja i bližeg susjedstva, kao što su javne financijske institucije iz Austrije, Njemačke, Hrvatske Italije, Slovenije, Švicarske, Srbije, itd.

## Baze podataka
IRBRS je kreirala nekoliko javno dostupnih (internetski) baza podataka:
- Baza podataka o plasiranim kreditima
- Baza podataka o privatizaciji u Republici Srpskoj
- Baza podataka o investicijskim lokacijama u Republici Srpskoj
- Baza podataka o ekonomskim indikatorima Republike Srpske